# اشمایل رید
اشمایل رید (انگلیسی: Ishmael Reed؛ زادهٔ ۲۲ فوریهٔ ۱۹۳۸) یک شاعر، پدیدآور، و رمان‌نویس اهل ایالات متحده آمریکا است. شهرت رید بیشتر به خاطر طنزهایی است که در آنها وی فرهنگ سیاسی آمریکا را به چالش می‌کشد. وی برنده جایزه کمک هزینه گوگنهایم شده و هم‌چنین نامزد جایزهٔ ملی کتاب آمریکا در بخش داستانی، جایزهٔ ملی کتاب آمریکا در بخش شعر بوده است.

### رمان
- نعش‌کشان آزاد (۱۹۶۷)
- مامبو جامبو (۱۹۷۲)
- آخرین روزهای لوئیزیانا رد (۱۹۷۴)
- پرواز کانادا (۱۹۷۶)
- درختان مخوف (۱۹۸۹)

### شعر و نمایشنامه
- چاتانوگا-شعر (۱۹۷۳)
- نسخه نهایی (۲۰۱۳)